# Wim Van Huffel
Wim Van Huffel (né le 28 mai 1979 à Audenarde) est un coureur cycliste belge, devenu ensuite directeur sportif.

## Biographie
Passé professionnel en 2002, c'est en 2005 qu'il se fait connaître comme bon grimpeur et espoir du cyclisme belge, principalement sur les routes du Tour d'Italie (11e) et du Critérium du Dauphiné libéré (12e), où il se classe 3e devant Lance Armstrong lors de la 4e étape se finissant par l'ascension du Mont Ventoux. En 2010, son contrat avec l'équipe Vorarlberg-Corratec n'est pas renouvelé et il rejoint une équipe non professionnelle. En avril 2010, il met fin à sa carrière de coureur et s'engage dans l'armée de terre belge.

## Palmarès
- 2000
  - 2e de Liège-Bastogne-Liège espoirs
- 2001
  - 3e de Romsée-Stavelot-Romsée
- 2003
  - Hel van het Mergelland
- 2007
  - 1reb étape de la Semaine internationale Coppi et Bartali (contre-la-montre par équipes)

## Résultats sur les grands tours

### Tour d'Espagne
1 participation
- 2007 : 26e

### Tour d'Italie
4 participations
- 2005 : 11e
- 2006 : 17e
- 2007 : abandon (15e étape)
- 2008 : 38e